# Lomatium minus

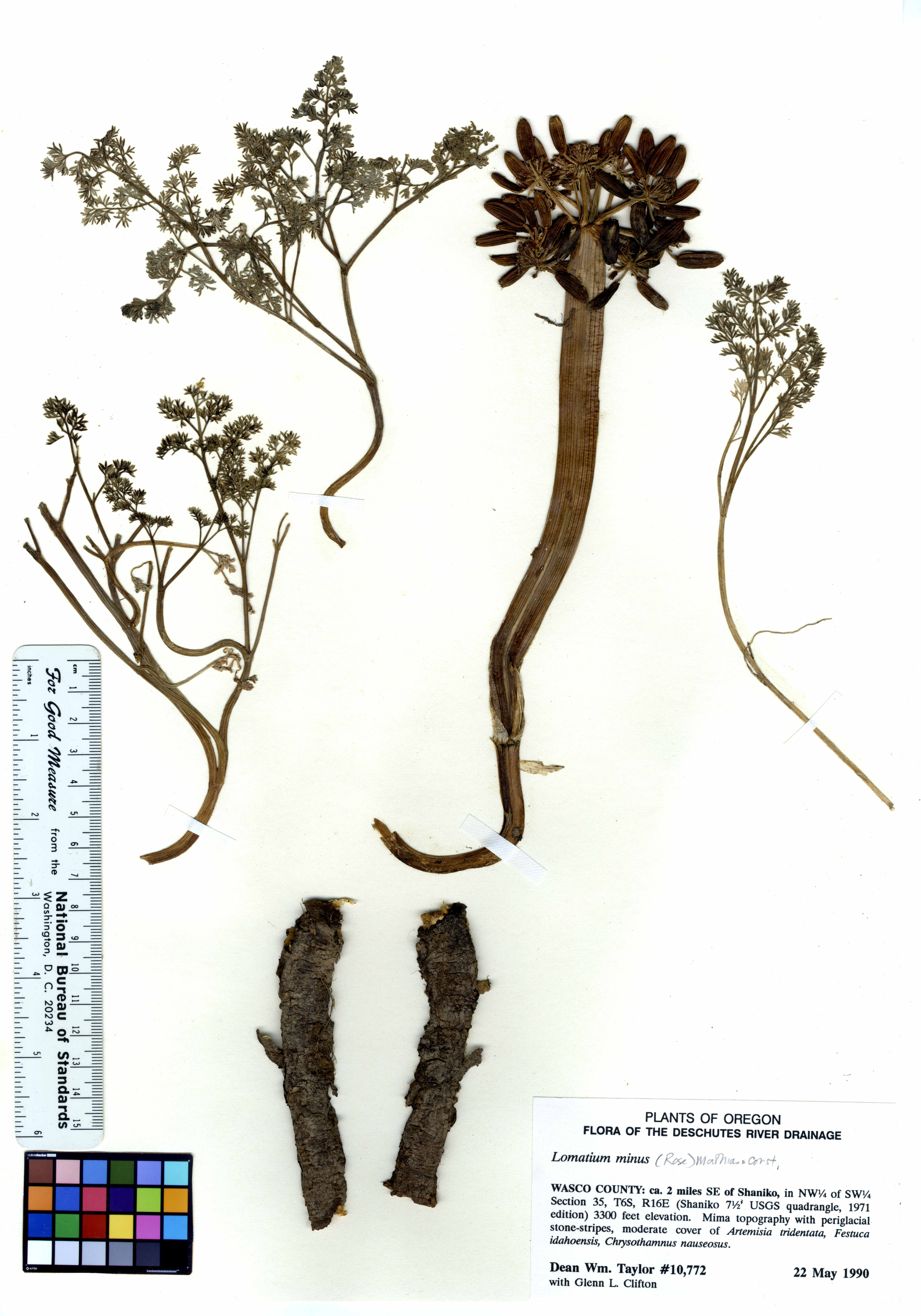

Lomatium minus är en flockblommig växtart som först beskrevs av Joseph Nelson Rose och Howell, och fick sitt nu gällande namn av Mildred Esther Mathias och Lincoln Constance. Lomatium minus ingår i släktet Lomatium och familjen flockblommiga växter. Inga underarter finns listade i Catalogue of Life.